# Valentin Ivanković
Valentin Z. Ivanković (Sarajevo, 1925. – San Pedro, Kalifornija, 29. studenoga 2007.), hrvatski iseljenički djelatnik i dužnosnik u SAD

## Životopis
Rodio se od roditelja Andrije i Jake Ivanković, rodom iz Trebižata. Maturirao u Sarajevu. Krajem Drugoga svjetskog rata izbjegao je u Italiju. U Rimu je u Hrvatskome zavodu sv. Jeronima susreo mons. Antu Golika, koji mu je povjerio dužnost tajnika ureda za izbjeglice iz tzv. Istočne Europe. Životni put Ivankovića je odveo u SAD. Od 1947. je u Los Angelesu. Ondje se doškolovao i zaposlio u velikoj trgovačkoj kući Kress, gdje je poslovnošću i marljivim profesionalnim radom napredovao do mjesta predsjednika Kressa za zapadni SAD. 
I nakon umirovljenja aktivan u hrvatskoj zajednici. Suosnivač je Hrvatsko-američkoga kulturnog kluba u San Pedru kojem predsjedava jedno desetljeće te suosnivač Hrvatskoga kluba Bosna. U Los Angelesu je pomagao oko rasporeda Hrvatskog radija. U losangeleskoj Hrvatskoj narodnoj udruzi obnašao razne dužnosti. Predsjedavao Hrvatskim katoličkim obiteljskim udruženjem, župa Marije Zvijezde Mora, San Pedro. Zadnjih godina života napredovao i među etničkim zajednicama cijelog Los Angelesa te je bio predsjednik Vijeća etničkih zajednica Losangeleske nadbiskupije.
Posljednji ispraćaj bio je u crkvi Marije Zvijezde Mora u San Pedru 6. prosinca 2007., a misno slavlje vodio je pomoćni biskup losangeleske nadbiskupije mons. Oscar Solis, uz koncelebriranje još 14 svećenika. Na ispraćaju su bili brojni prijatelji i predstavnici dvadesetak etničkih i vjerskih zajednica iz Los Angelesa.